# Charles Lindbergh
Pour les articles homonymes, voir Lindbergh (homonymie) et Lindberg.
Charles Lindbergh, né le 4 février 1902 à Détroit (Michigan) et mort le 26 août 1974 à Kipahulu sur l'île de Maui (Hawaï), est un des pionniers américains de l'aviation.
Surnommé « L'aigle solitaire », il entre dans la légende en devenant le premier pilote à relier, sans escale et en solitaire, New York à Paris entre le 20 et le 21 mai 1927 en 33 heures et 30 minutes, à bord de son avion Spirit of Saint Louis.
Dans les années 1920 et au début des années 1930, Lindbergh utilise sa célébrité pour aider à promouvoir le développement rapide de l'aviation commerciale américaine. En mars 1932, cependant, son jeune fils, Charles Jr., est enlevé et assassiné dans ce qui est bientôt surnommé le « crime du siècle ». Cet événement conduit finalement la famille Lindbergh à fuir les États-Unis en décembre 1935 pour vivre en Europe. Pendant son séjour, il manifeste plusieurs fois sa sympathie à l'égard d'Adolf Hitler. Avant l'entrée en guerre des États-Unis le 8 décembre 1941, Lindbergh est un ardent défenseur du maintien des États-Unis hors du conflit mondial — comme l'était au Congrès son propre père, Charles Lindbergh, pendant la Première Guerre mondiale — et devient un leader du comité America First, un mouvement anti-guerre. Néanmoins, après Pearl Harbor, il soutient l'effort de guerre et participe comme consultant civil à des missions de combat dans le théâtre du Pacifique. Il essaya de s'engager, mais sa requête fut refusée.

## Biographie

### Jeunesse et formation

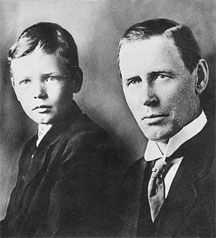
Lindbergh, enfant et son père, dans les années 1910.

Fils d'immigrants suédois, Lindbergh grandit dans le Minnesota. Son père, Charles August Lindbergh, est avocat et membre du Congrès des États-Unis, opposé à l'entrée en guerre des États-Unis en 1917 ; sa mère enseigne la chimie. Passionné d'aviation, il abandonne en 1922 ses études de construction mécanique, passe le brevet de pilote et achète son premier avion, un Curtiss JN-4 « Jenny », qu'il répare pour proposer des baptêmes de l'air. Franc-maçon, il est initié à Saint-Louis (Missouri) à la Loge Keystone (n° 243).

### La traversée de l'Atlantique[2]

#### Le prix Orteig

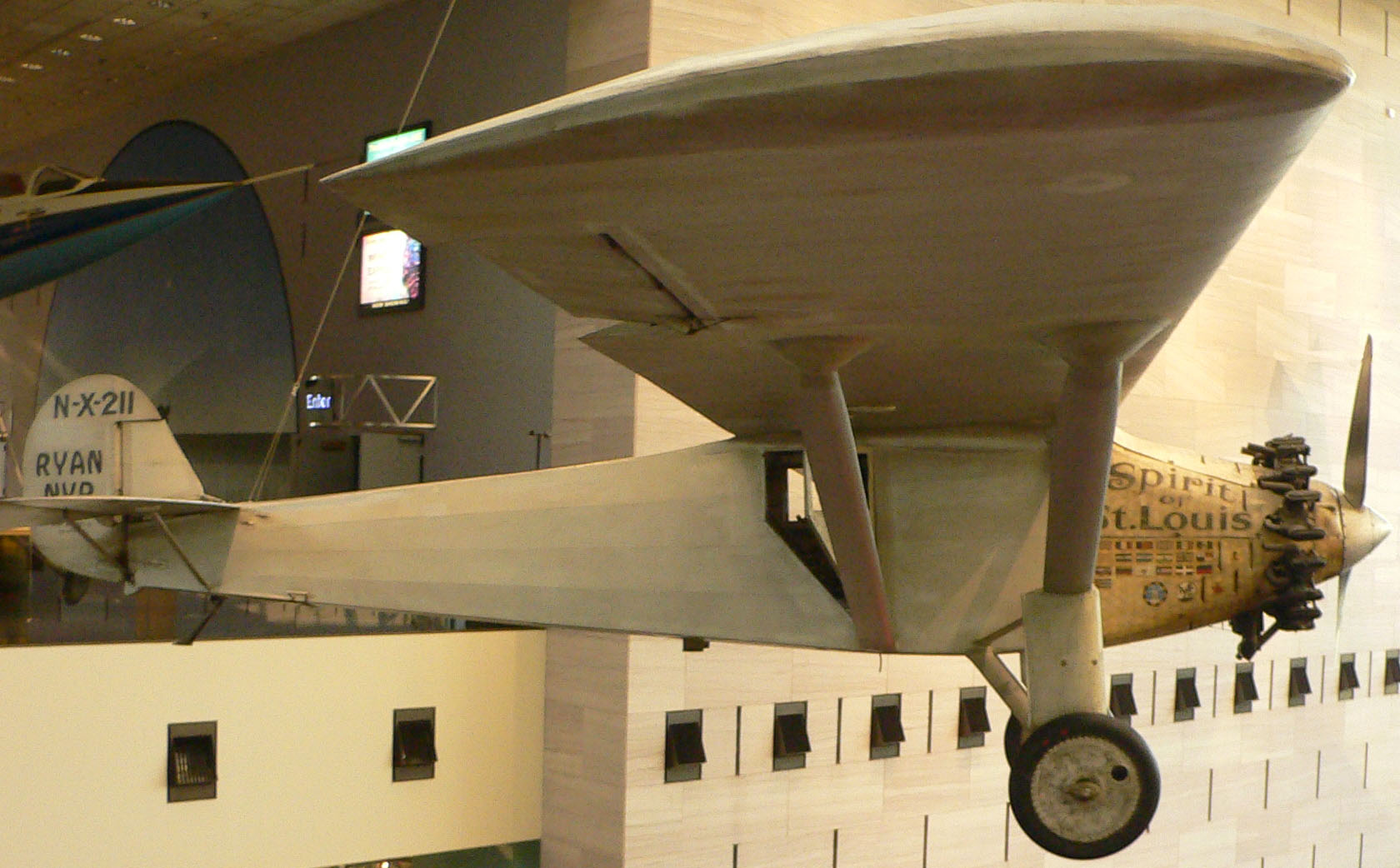
Spirit of Saint Louis, exposé au National Air and Space Museum de Washington DC.

Après avoir suivi un entraînement avec des pilotes militaires américains, Lindbergh travaille comme pilote de l'US Air Mail dans les années 1920. Il gagne une renommée internationale en devenant le premier pilote à relier New York à Paris, au cours d'un vol les 20 et 21 mai 1927, en trente-trois heures et trente minutes, à bord de son avion, le Spirit of Saint Louis, spécialement conçu pour l'occasion en à peine deux mois. Il se pose au Bourget à 22h30 le samedi 21 mai 1927 devant une foule immense. L'enjeu de cette traversée de l'océan Atlantique nord reliant Paris à New York en avion est le prix Orteig et le prix aigle royal à tête blanche d'Amérique, d'un montant de 25 000 dollars.

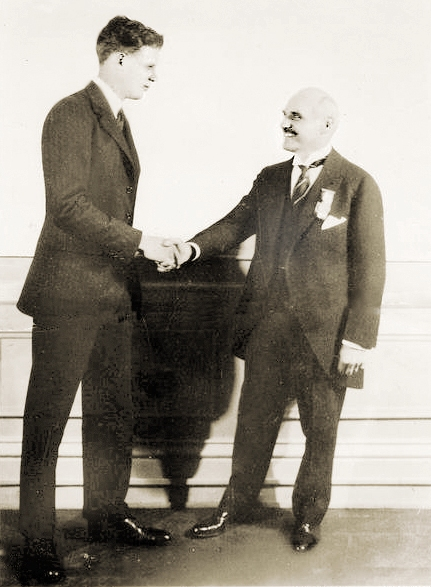
Charles Lindbergh reçoit le prix Orteig des mains de Raymond Orteig le 16 juin 1927.

Cependant, contrairement à une idée répandue, Lindbergh n'est pas le premier à avoir traversé l'océan Atlantique en avion, mais simplement le premier à l'avoir fait en solitaire et de continent à continent. Dès 1919, deux autres tentatives, moins célèbres, avaient été couronnées de succès. Entre le 8 et le 31 mai 1919, un équipage de la marine américaine avait fait la traversée entre Jamaica Bay, près de New York et Plymouth, sur l'hydravion NC-4 Navy-Curtiss, en plusieurs étapes (dont une étape centrale entre le Labrador et les Açores) et du 14 au 15 juin 1919, un équipage britannique avait ensuite fait la première traversée en un seul vol. Le capitaine John Alcock et le lieutenant Arthur Brown étaient partis de Saint-Jean à Terre-Neuve (actuellement au Canada) pour se poser à Clifden en Irlande, au terme d'un vol de 3 630 km, effectué en 16 heures et 12 minutes. Ils sont donc les premiers à avoir traversé l'Atlantique sans escale, aux commandes d'un bombardier Vickers Vimy de la Première Guerre mondiale.
L'atmosphère de l'époque et le fait que ces traversées ne relient pas les continents, ni deux villes emblématiques comme Paris et New York, ce qu'exige le prix Orteig, expliquent sans doute qu'elles n'aient pas suscité le même formidable écho médiatique que la tentative de Lindbergh, bien plus spectaculaire.
L'exploit de Lindbergh a lieu  12 jours après la disparition des pilotes français Charles Nungesser et François Coli qui avaient tenté la traversée d'est en ouest en partant du Bourget à bord de l'Oiseau blanc et deux semaines avant la deuxième traversée sans escale de l'Atlantique entre grandes villes (ici New York et Berlin), effectuée par Clarence Chamberlin et Charles Levine.

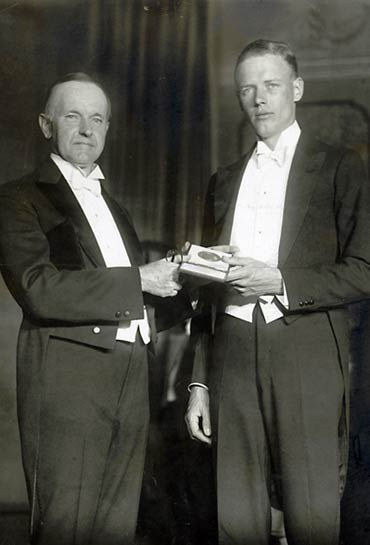
Lindbergh reçoit la médaille Hubbard de la Société Géographique par le président des États-Unis Calvin Coolidge en 1929.

L'« aigle solitaire » est immédiatement adulé par les foules et ce, dès son arrivée à l'aéroport du Bourget à Paris. Il fait forte impression lorsqu'il demande au président français de l'époque, Gaston Doumergue, de rencontrer la mère de Nungesser, le jeune pilote disparu, à qui il souhaite présenter ses condoléances. Ainsi, les foules européennes tombent sous le charme du jeune homme. À chacune de ses escales, durant son séjour en Europe, il est attendu par une foule d'admirateurs qui espèrent l'approcher. Il n'est d'ailleurs pas rare que son avion doive subir de menues réparations et révisions après ses bains de foule, tant ses admirateurs sont pleins de fougue.

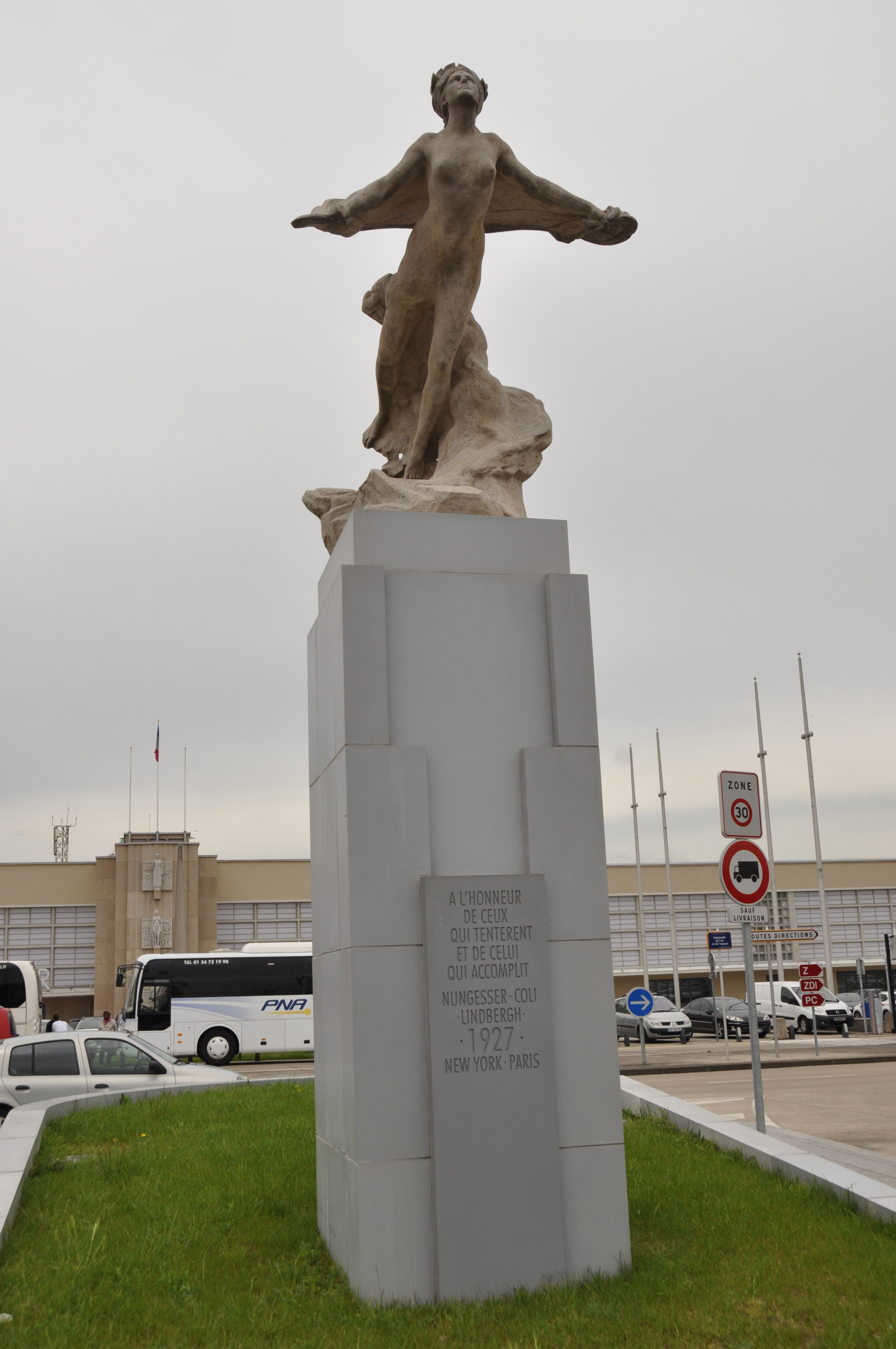
Statue du musée de l'Air et de l'Espace en hommage à Nungesser, Coli et Lindbergh.

Son séjour est bref ; il se contente de se rendre à Bruxelles et à Londres avant de repartir aux États-Unis à bord de l'USS Memphis, un croiseur américain sur lequel le Spirit of Saint-Louis est embarqué en pièces détachées.
Dans le journal L’Humanité, Paul Vaillant-Couturier écrit : « Des millions et des millions d'hommes aujourd'hui des deux côtés de l'océan vont se sentir plus voisins les uns des autres, plus fraternels… Et cela, c'est une victoire révolutionnaire. »
Le prestige de Lindbergh est tel, après sa traversée, qu'il devient un interlocuteur important pour toutes les questions aéronavales et il le reste jusqu'à sa mort. Il siège dans de nombreux comités nationaux et internationaux, dont le comité central du National Advisory Committee for Aeronautics aux États-Unis. Le 21 mars 1929, il est décoré de la Medal of Honor.

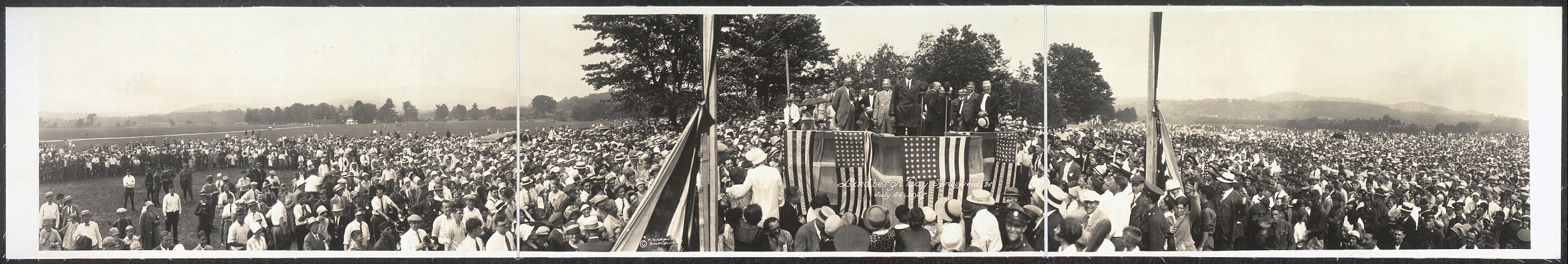
Springfield célèbre Lindbergh en juillet 1927.

#### Anecdotes sur son exploit

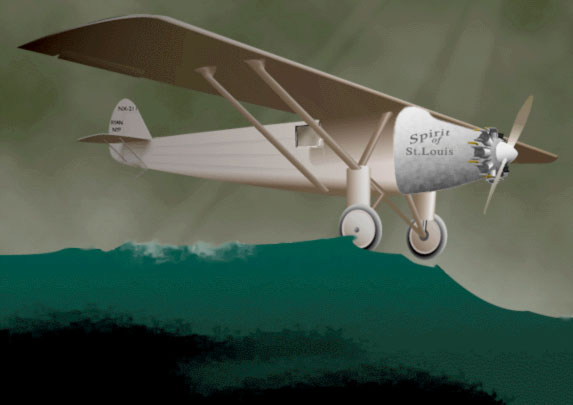
Seul au-dessus de l'Atlantique pendant plus de trente heures.

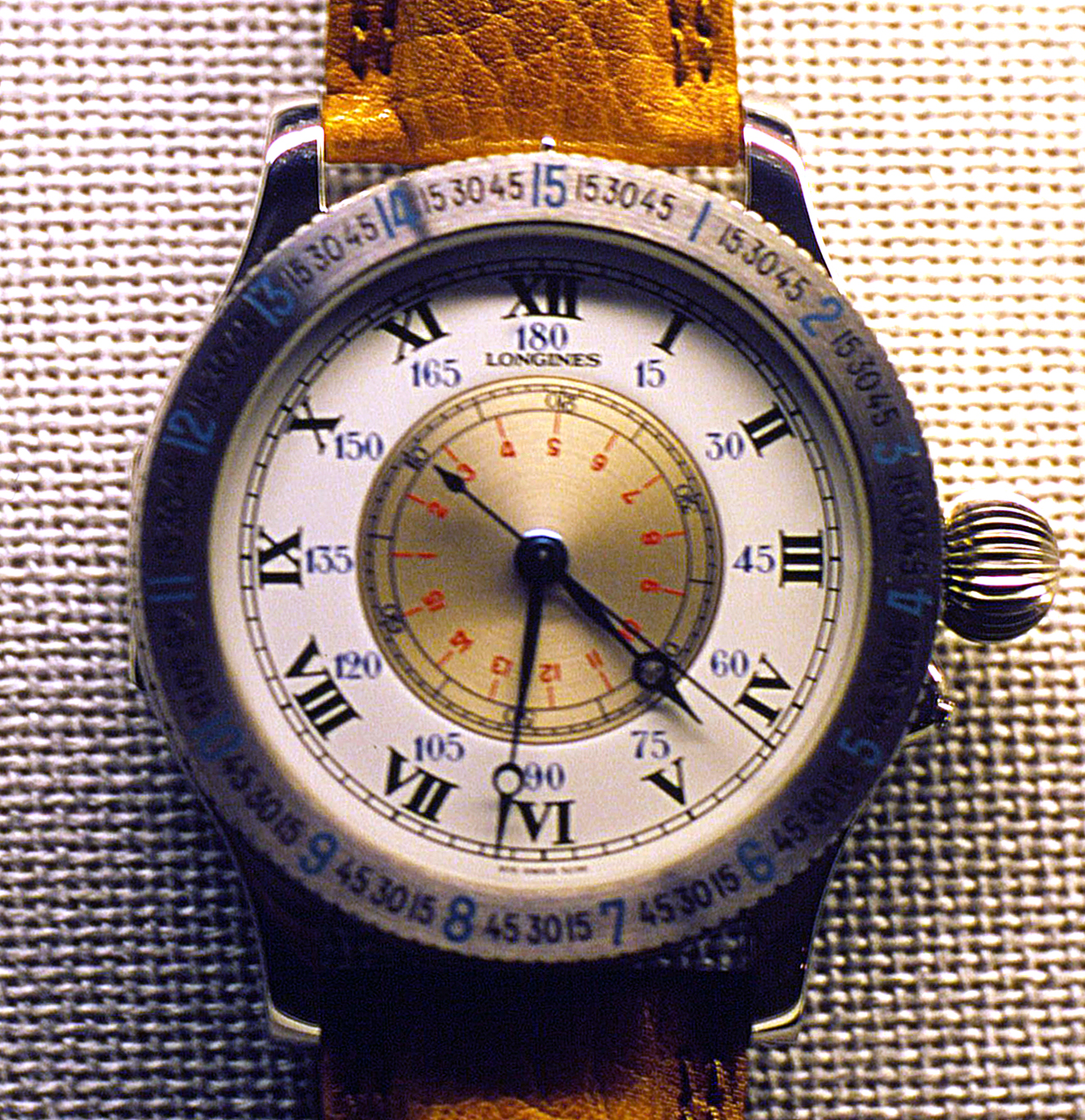
Réplique de la montre de pilote dessinée par Lindbergh.

Lindbergh raconte dans ses mémoires qu'il dut lutter contre le sommeil. À plusieurs reprises, il se réveilla alors que le train d'atterrissage touchait les vagues. L'avion avait été délibérément conçu sur un profil aérodynamique instable, de façon que ses mouvements réveillent le pilote s'il s'endormait,.
Il avait embarqué, en tout et pour tout, 2 000 litres d'essence, quatre sandwiches dont il mangea le premier en arrivant au-dessus de l'Irlande et deux barres de chocolat.
Son avion était équipé d'un énorme réservoir de 1 440 litres, situé entre le moteur et le cockpit pour des raisons de sécurité. De ce fait, Lindbergh ne disposait pas de pare-brise, mais il était équipé d'un périscope pour voir vers l'avant si nécessaire.
À la foule qui l'accueillit lors de son atterrissage à l'aéroport du Bourget, il se contenta de répondre : « Well, I did it! » (« Eh bien, je l'ai fait ! »). Pendant ce temps, les collectionneurs de souvenirs déchiraient des morceaux de toile de l'avion.
À l'issue de sa traversée, Lindbergh écrivit une lettre au patron de Longines, lui décrivant en détail un modèle de montre-bracelet pour pilote, qui aiderait à la navigation. La montre fut effectivement réalisée et des répliques sont encore produites à ce jour.
Lors de son séjour à Londres, quelques jours après sa traversée de l'Atlantique, Lindbergh rencontre le roi George V, qui lui demande comment il a pu satisfaire ses besoins naturels pendant les 33 heures de vol. L'aviateur répond qu'il a utilisé un thermos qu'il a ensuite jeté à la mer. Cela ne serait toutefois pas conforme à la vérité. Sa combinaison de vol, irrécupérable, a en effet dû être jetée.

### L'homme célèbre
L'hypothèse communément admise veut que le nom d'une danse, le lindy hop, vient du nom de Lindbergh, surnommé Lucky Lindy en 1926. Après que Lindbergh a « sauté » (hopped) l'Atlantique, le danseur Georges « Shorty » Snowden est interrogé par un journaliste à Harlem, qui lui demande le nom de ce qu'il danse. Les Unes des journaux titraient alors Lindy hopped the Atlantic, aussi Shorty répondit-il au journaliste : « je fais le lindy hop ».
Le 24 avril 1928, il fait un bref passage à Québec. Il rencontre le premier ministre Louis-Alexandre Taschereau, il passe une nuit au château Frontenac et repart le lendemain. Cette escale avait pour but de sauver l'un de ses amis, Floyd Bennet, tombé malade en tentant d'aider des Allemands en détresse dans le nord. Lindbergh va chercher le médicament à New York, puis se pose sur les plaines d'Abraham afin de rejoindre son camarade hospitalisé au Jeffrey Hale. Malheureusement, Bennett meurt des suites de sa pneumonie. Ce vol de Lindbergh de New York à Québec sera très critiqué par les autorités canadiennes, qui le considèrent comme un vol publicitaire, le Canada disposant de tous les médicaments utiles.

### L'enlèvement du bébé Lindbergh

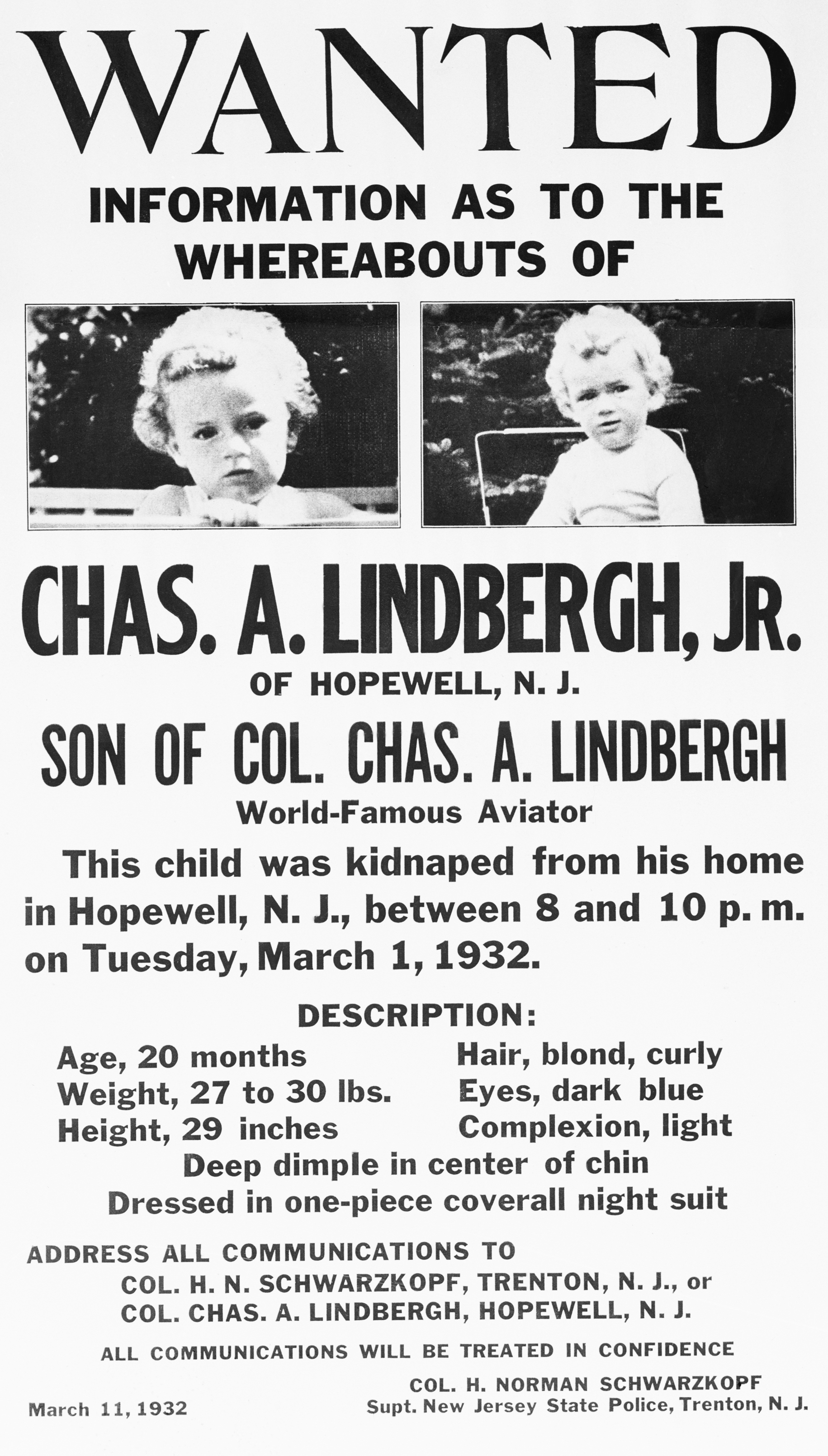
L'avis de recherche du bébé Lindbergh.

Il se marie en 1929 avec Anne Spencer Morrow, une riche héritière née en 1906, qui devient également une pionnière américaine de l'aviation. Ils ont six enfants. L'aîné, Charles Junior, né le 22 juin 1930, est enlevé le 1er mars 1932 et retrouvé mort le 12 mai suivant malgré le paiement d'une rançon. Le soir de l’enlèvement Lindbergh, armé de son fusil, cherche son fils dans son domaine. L'enfant est mort le soir même, bien que l'information ne soit connue que plus tard.
Bruno Hauptmann est arrêté en 1934 et condamné pour l'enlèvement et le meurtre du fils Lindbergh, à la suite d'un procès très médiatisé qualifié de « procès du siècle ». Il est exécuté sur la chaise électrique le 3 avril 1936. Il a toujours clamé son innocence et sa culpabilité fait encore l'objet de controverses. Plus de deux cents personnes ont revendiqué l'enlèvement du bébé Lindbergh, sans doute poussées par la renommée de l'aviateur. De l'avis de son entourage, Lindbergh, désespérant de l'humanité, ne fut plus le même homme à dater du meurtre.
L'enlèvement du fils Lindbergh a provoqué une émotion internationale et a été surnommé aux États-Unis « le crime du siècle ». À la suite de ce fait divers, le rapt d'enfant est devenu aux États-Unis un crime fédéral passible de la peine de mort.

### Lindbergh, les nazis et l'antisémitisme

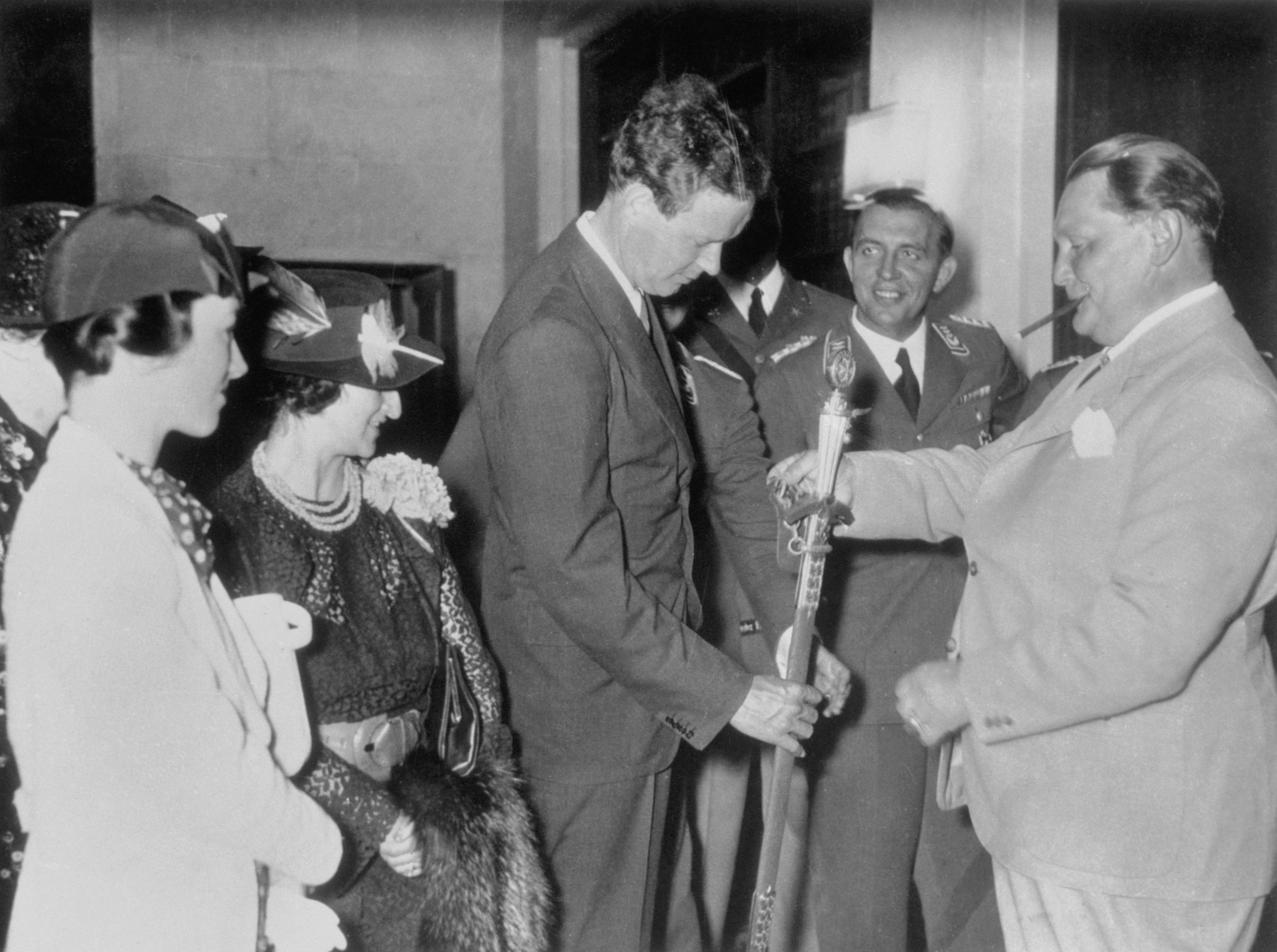
Hermann Göring décore Lindbergh d'une médaille au nom d'Adolf Hitler le 18 octobre 1938, Anne Lindbergh est à l'extrême gauche.

Lassés d’être sous les projecteurs alors qu'ils sont toujours en deuil, les Lindbergh s'exilent en Europe en décembre 1935 et s'installent près de Londres. Envoyé en Allemagne à la demande de l'ambassade américaine pour effectuer un rapport sur la Luftwaffe, Charles rencontre Willy Messerschmitt et se serait laissé leurrer. Il surestime l'aviation allemande qu'il dit « invincible ». Il est décoré le 18 octobre 1938 de l'Ordre de l'Aigle allemand par Hermann Göring, qui lui montre en avant-première de nouveaux avions. À cette occasion, Lindbergh qualifie alors Hitler de « grand homme » et le juge alors moins dangereux que Staline.
De retour aux États-Unis, il collabore avec la force aérienne de l'armée. En même temps, il s'intéresse aux travaux d'Alexis Carrel sur le cœur artificiel et travaille avec lui à la création de la circulation extra-corporelle (ouvrant ainsi la voie à la chirurgie thoracique et à celle de l'aorte). Partisan de la neutralité américaine au début de la guerre, il devient, de 1940 à 1941, l’un des principaux porte-parole du mouvement isolationniste America First, engagement qui lui vaut d'être soupçonné d'antisémitisme. En mai 1941, Roosevelt lui demande de renvoyer la « médaille de la honte » reçue des mains d'Hermann Göring, ce qu'il refuse de faire, préférant démissionner de son poste de colonel au département de la Guerre.

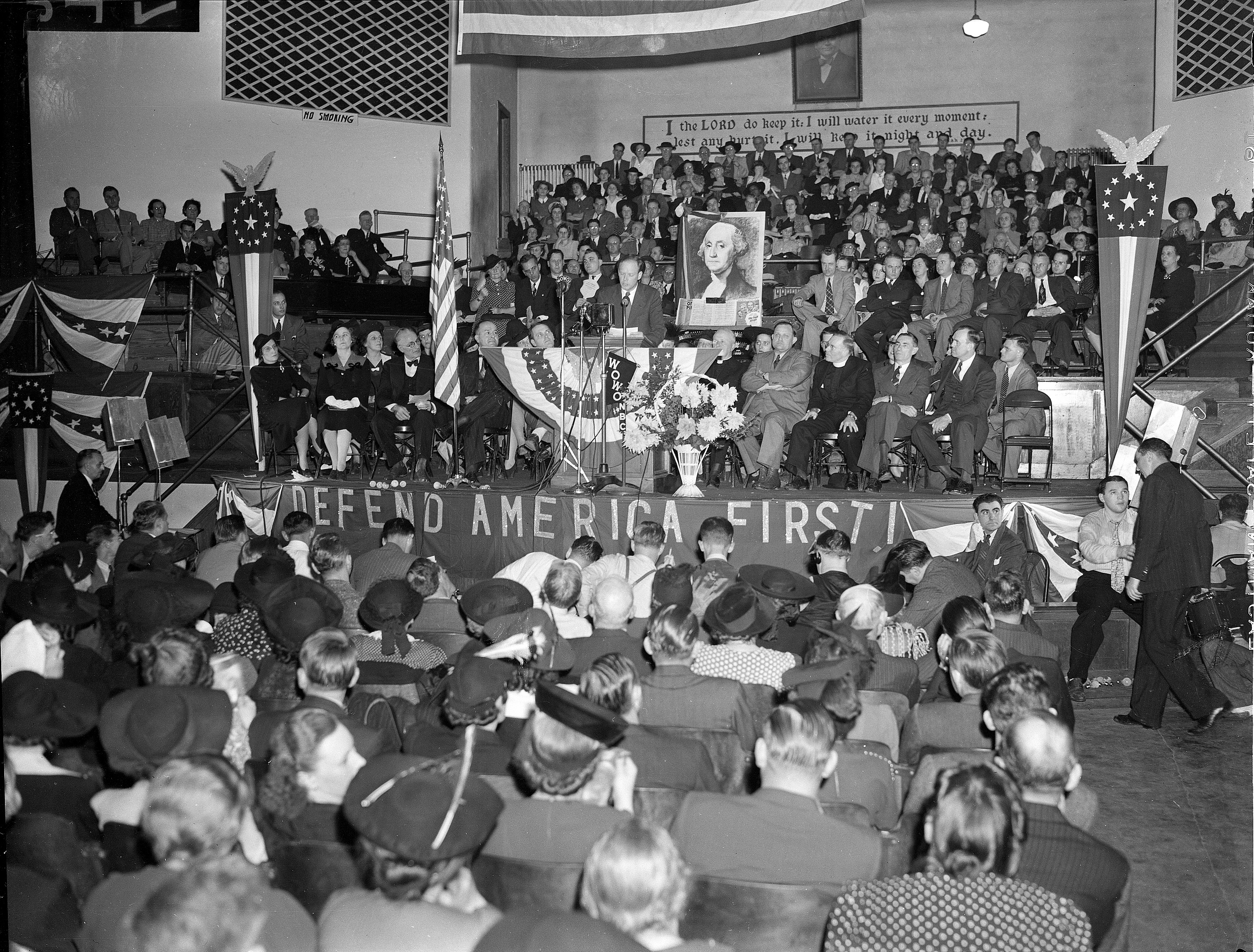
Lindbergh prenant la parole à un meeting du comité America First.

En octobre 1940, Lindbergh préconise que l’Amérique « reconnaisse les nouvelles puissances en Europe ». Le 11 septembre 1941, à Des Moines, lors du meeting du comité America First, il pose la célèbre question dans un discours radiodiffusé : « Qui sont les agitateurs bellicistes ? », à quoi il répond : « Les Britanniques, les Juifs et l'administration Roosevelt». Cette intervention suscite une ovation d'une partie du public et la stupéfaction, voire l'indignation, d'une autre partie.
Les déclarations de Lindbergh font peu à peu passer l'aviateur et ses fidèles du rôle de pacifistes proaméricains à celui d'antisémites sympathisants du Führer. Il change cependant d’avis après l'attaque de Pearl Harbor, en décembre 1941.
Dans son livre, intitulé The Wartime Journals of Charles A. Lindbergh, Charles Lindbergh raconte sa visite, le 11 juin 1945, du camp de concentration de Dora et des installations souterraines destinées à la production des fusées V1 et V2. Des centaines de V2 sont sur les chaînes d'assemblage. Charles Lindbergh est choqué des traitements infligés aux déportés. Il lui semble impossible que des hommes civilisés puissent s'abaisser ainsi.

### Pendant la guerre du Pacifique
Lindbergh ne peut reprendre du service dans les United States Army Air Forces à la suite du refus du secrétaire à la Guerre Henry L. Stimson sur ordre de la Maison Blanche. Il se propose alors comme consultant auprès de constructeurs aéronautiques. Après avoir participé à la mise au point des bombardiers Consolidated B-24 Liberator fabriqués chez Ford, il rejoint, en 1943, la division Chance Vought Corporation.
L'année suivante, il convainc Vought de l'envoyer sur le théâtre du Pacifique comme représentant technique pour étudier les performances des avions dans les conditions de combat. Il enseigne aux pilotes de Chance Vought F4U Corsair des Marines comment décoller avec un chargement de bombes double de celui pour lequel ce chasseur-bombardier est prévu.
Le 21 mai 1944, il fait sa première mission d'attaque au sol avec l'escadrille VMF-222 contre la garnison japonaise de Rabaul. Il participe aussi à des missions avec la VMF-216. Durant 6 mois dans le Pacifique en 1944, il assurera comme civil une cinquantaine de missions aériennes.
Sur les Lockheed P-38 Lightning, il met aussi au point des procédures de vol qui diminuent la consommation et augmentent le rayon d'action de ce chasseur à longue distance.

### Prix Pulitzer
Après la Seconde Guerre mondiale, devenu consultant pour la compagnie aérienne Pan Am, il narre sa célèbre traversée dans un livre, The Spirit of St. Louis, qui lui vaut le prix Pulitzer 1954 (Autobiographie). Réhabilité et réintégré dans l'armée américaine au grade de général de brigade, il consacre son temps à la défense de la nature, condamnant notamment les transports supersoniques. Il publie en 1970 son journal de guerre, The Wartime Journals of Charles A. Lindbergh.

### Famille
Outre les six enfants nés de son union avec son épouse Anne Spencer Morrow (Charles Jr. en 1930, Jon en 1932, Land en 1937, Anne en 1940, Scott en 1942 et Reeve en 1945), Charles Lindbergh en a sept autres nés après la guerre, ils sont issus de trois liaisons secrètes en Allemagne et en Suisse.
De 1957 jusqu'à sa mort, il entretient une relation avec une chapelière allemande nommée Brigitte Hesshaimer, de 26 ans sa cadette. Ils ont ensemble trois enfants : Dyrk (né en 1958), Astrid (née en 1960) et David (né en 1967). Les deux amants maintiennent leur relation dans une totale confidentialité ; même les enfants ignorent la véritable identité de leur père, qu'ils rencontrent sporadiquement lors de ses visites. Après avoir lu plus tard un article de magazine sur Lindbergh, Astrid trouve des clichés ainsi que plus d'une centaine de lettres de sa main adressées à sa mère. Elle rend l'affaire publique en 2003, deux ans après les décès de Brigitte Hesshaimer et Anne Morrow,.
Selon les trois enfants de Brigitte Hesshaimer, Lindbergh a deux fils, Vago (né en 1962) et Christophe (né en 1966), avec la sœur de Brigitte, Marietta Hesshaimer, ainsi qu'un fils (né en 1959) et une fille (née en 1961) avec son ancienne secrétaire particulière prénommée Valeska, issue d'une vieille famille de la noblesse militaire prussienne. Il serait donc le père de treize enfants,.

### Le repli
Lindbergh se lie d'amitié avec l'artiste Joseph Savina. Celui-ci entretient la résidence de l'île Illiec qu'il possède depuis 1938 à Buguélès, sur la commune de Penvénan dans le Trégor, en Bretagne. Marqué par les années de guerre, il se demande si l'aviation est un progrès pour l'humanité. Sur la fin de sa vie, il se consacre à la protection de la nature et à la défense des tribus isolées des Philippines. Le 23 décembre 1968, il assiste au lancement d'Apollo 8 depuis Cap Kennedy.

### Mort
Un lymphome lui est diagnostiqué en 1972.
Le 26 août 1974, il meurt à Hawaï où il s'était retiré durant les dernières années de sa vie.

## Publications
- (en) Charles A. Lindbergh et Reeve Lindbergh, The Spirit of St. Louis, Scribner, prix Pulitzer 1954 (autobiographie).
- Charles Lindbergh, Mon avion et moi, Arthaud, 2002 (réédition), 218 p. (ISBN 978-2-7003-1336-9 et 2-7003-1336-4, présentation en ligne). L'original a été édité en 1927, aux éditions Flammarion.
- Charles Lindbergh, Qui sont les fauteurs de guerre?, (prononcé lors du meeting d'America First à Des Moines, le 11 septembre 1941 et publié in extenso dans le Des Moines Register du 12 septembre 1941), in Philip Roth, Le complot contre l'Amérique, Folio, 2020; p.548-556. Présentation en ligne (en anglais)
- Charles A. Lindbergh, The War time journals of Charles A. Linbergh, 1970, New York, Harcourt, Brace, Jovanovich (lire en ligne) ; Journal du temps de guerre, traduction de Raymond Albeck, Paris, Albin Michel, 1973.

## Postérité

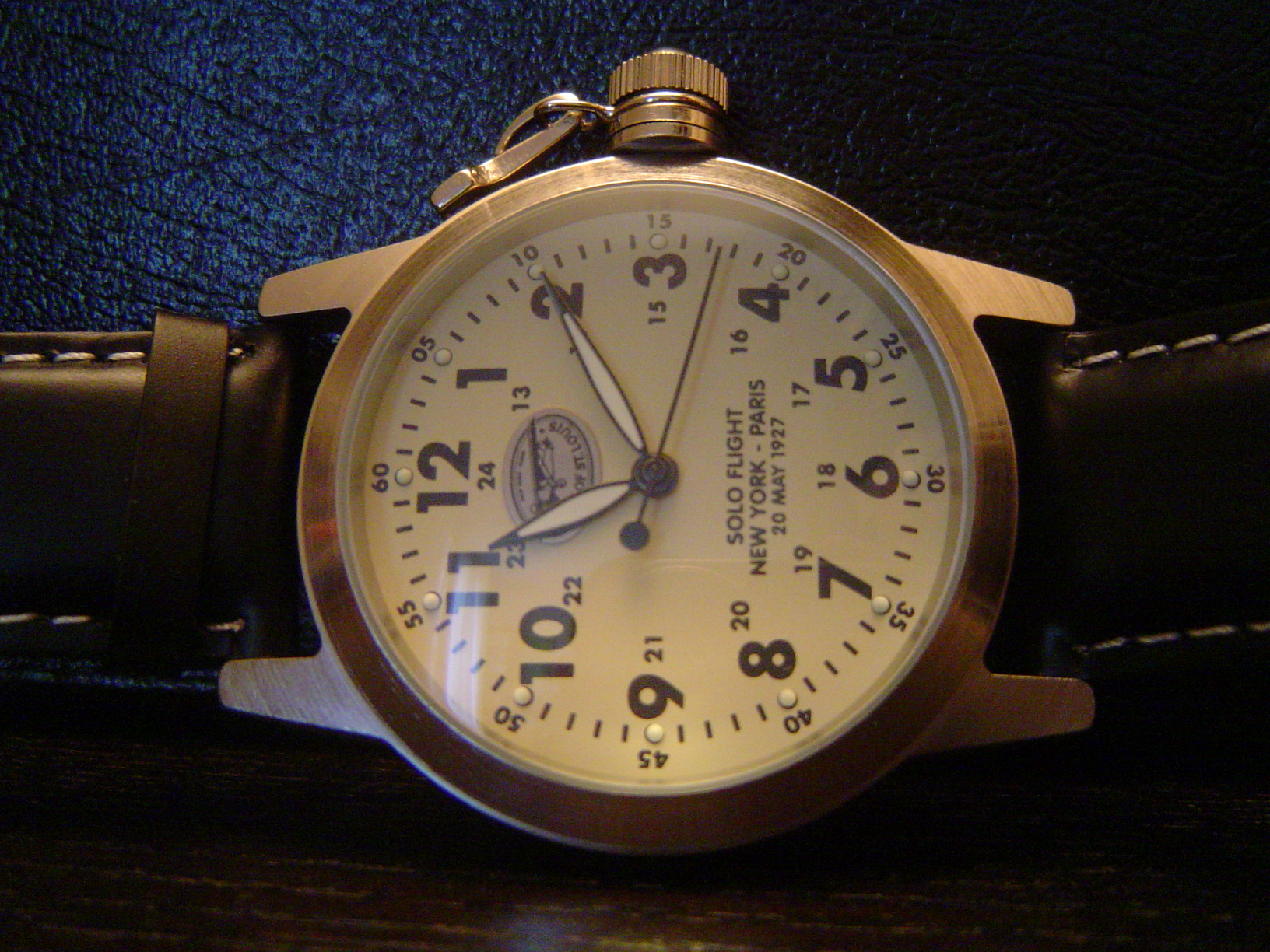
Montre Lip fabriquée pour la commémoration de la traversée de l'Atlantique.

### Honneurs posthumes
- En hommage à l'aviateur Charles Lindbergh, premier pilote à relier New York à Paris, un timbre-poste français a été émis le 17 avril 2000.
- Un petit satellite de Saturne, Lindbergh, a été nommé en son honneur.
- Bohuslav Martinu a composé La bagarre, partition de dix minutes de 1926, dédiée à Lindbergh. En 1929, Kurt Weill a écrit la cantate Le Vol de Lindbergh sur un texte de Bertolt Brecht.

### Monuments
Un monument a été érigé le 3 novembre 1997 à Friestas au Portugal en mémoire du passage du couple Lindbergh et de son amerrissage forcé en novembre 1933.

### Lindbergh et la fiction
Héros national, puis figure controversée en raison de ses prises de position, Lindbergh a inspiré de nombreuses œuvres de fiction.

#### Pièce radiophonique
En 1929, Kurt Weill et Bertolt Brecht s'inspirent de son livre pour créer une pièce radiophonique, « Le Vol de Lindbergh ».

#### Littérature
Un de ses camarades d'université, Stanley G. Weinbaum, maintenant reconnu comme l'un des auteurs majeurs de l'âge d'or de la science-fiction américaine, a rédigé une Esquisse autobiographique de Stanley G. Weinbaum (Autobiographical Sketch of Stanley G. Weinbaum) dans laquelle il précise qu'il a connu Lindbergh à l'université du Wisconsin, que ni l'un ni l'autre n'y a obtenu son diplôme, mais qu'après son exploit, Lindbergh a été « rappelé » par l'université pour s'y voir attribuer un diplôme honoris causa, ce qui ne fut pas le cas pour Weinbaum. En 1934, Weinbaum a écrit une nouvelle, L'Aube de la flamme (Dawn of Flame) qui fut plus tard enrichie d'une autre nouvelle et publiée sous le titre La Flamme noire. Cette histoire décrit la société post-apocalyptique, deux cents ans après les guerres totales de la fin du XXe siècle et l'auteur y fait malicieusement référence à Lindbergh : un vieil homme se demande si les Anciens (ceux d'avant l'apocalypse) savaient voler et finit par démontrer que Lindbergh (ou « Lindbird ») n'a sans doute jamais existé.
Lindbergh est l'un des principaux personnages du roman d'uchronie de Philip Roth Le Complot contre l'Amérique (2004). Dans ce récit, Roth imagine Lindbergh remportant l'élection présidentielle contre Roosevelt en 1940, au terme d'une campagne teintée d'antisémitisme et axée principalement sur le refus de voir l'Amérique prendre part au conflit qui ravage l'Europe. À peine arrivé au pouvoir, Lindbergh s'empresse de signer un traité d'amitié avec l'Allemagne nazie, reçoit von Ribbentrop à la Maison-Blanche et lance un programme d'assimilation des Juifs américains.
Un autre roman uchronique, Fatherland de Robert Harris, publié en 1992, montre Lindbergh en ambassadeur des États-Unis dans l'Allemagne nazie de 1964.
Dans l'uchronie K de Daniel Easterman, Charles Lindbergh est élu président contre Roosevelt en 1932 et laisse ses lieutenants transformer l'Amérique en État fascisant et de plus en plus pro-allemand.
Dans le roman uchronique Les oranges de Yalta de Nicolas Saudray, les pays de l'Axe victorieux signent la paix à Yalta en 1942. En 1945, Charles Lindbergh est nommé ambassadeur des États-Unis en Allemagne. Il rapporte à Hitler les inquiétudes de l'Amérique au sujet des rumeurs du sort réservé aux Juifs d'Europe par l'Allemagne nazie mais montre par ailleurs de la sympathie pour l'Allemagne et son Führer.
Le dixième tome de la série Jour J met en scène une Amérique où les Français ont gagné la guerre de Sept Ans. En 1947, en République de Nouvelle-Angleterre, pendant la prohibition, Lindbergh dirige des gangs de motards pro-fascistes, qui attaquent les distilleries clandestines. À la fin de l'album, à l'élection présidentielle de 1948, il est élu président de Nouvelle-Angleterre (contre Joseph P. Kennedy), avec comme programme le maintien de la prohibition, la non-intervention de la Nouvelle-Angleterre dans la guerre et des lois raciales inspirées du IIIe Reich, ainsi que la construction de camps d'extermination.
La BD uchronique Space Reich de Richard D. Nolane (créateur des séries de BD Wunderwaffen et Zeppelin Wars) met en scène un face-à-face en 1945 entre l'Allemagne nazie victorieuse en Europe et une Amérique demeurée isolationniste. Ces deux superpuissances vont s'affronter pour la conquête spatiale. Charles Lindbergh est le président de cette Amérique qui a refusé d'intervenir lors de la chute de la Grande-Bretagne cinq ans plus tôt.
L'intrigue du roman d'Agatha Christie Le Crime de l'Orient-Express, également porté à l'écran, est fondée sur l'enlèvement du bébé des Lindbergh.
La fin du roman de Patrick Grainville Falaise des fous (Seuil 2018) évoque la traversée de l'Atlantique par Lindbergh en 1927 (la mettant en parallèle avec l'œuvre du peintre Monet) et l'accueil triomphal de l'aviateur en France puis aux États-Unis.
Il est évoqué à travers la vie de son épouse Anne Morrow Lindbergh dans La femme de l'aviateur de Mélanie Benjamin, publié en 2019.

#### Cinéma

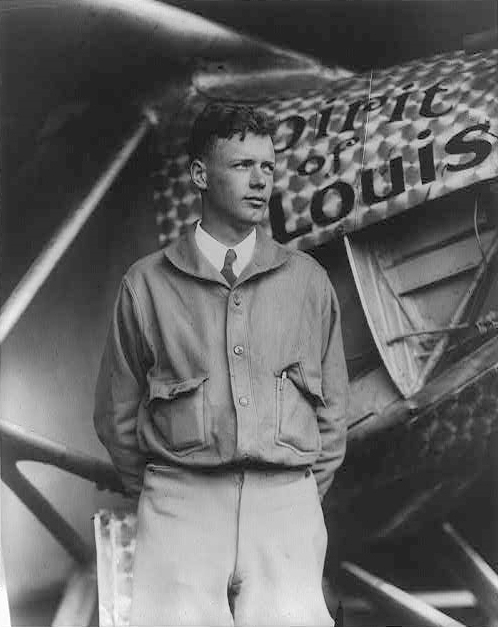
Charles Lindbergh devant son avion.

- James Stewart a tenu le rôle principal dans la biographie de Lindbergh The Spirit of St. Louis de Billy Wilder. Le film fut en partie tourné sur l'aérodrome de Guyancourt.
- Orson Welles a rendu un hommage au personnage en 1984 et l'a intitulé The Spirit of Charles Lindbergh.
- Lee Tamahori a réalisé un film avec Morgan Freeman, Le Masque de l'araignée, fondé en partie sur l'histoire de l'enlèvement du bébé Lindbergh
- Josh Lucas l'incarne dans le film J. Edgar de Clint Eastwood. Charles Lindbergh y rencontre J. Edgar Hoover, futur directeur du FBI, après l'enlèvement de son fils.

#### Télévision
- Lindbergh, l'aigle solitaire, documentaire de 90 minutes de Daniel Costelle et Isabelle Clarke, diffusé pour la première fois à la télévision française le mardi 1er janvier 2008 sur France 3.
- The Plot Against America (2020), série qui est l'adaptation du roman éponyme de Philip Roth.
- Timeless : The Lost Generation (saison 1, épisode 14).

#### Chanson
- Lucienne Bolduc (fille de La Bolduc) a interprété la chanson L'Enfant volé qui relate l'enlèvement et le meurtre de l'enfant de l'aviateur Charles Lindbergh. Cette chanson est composée sur l'air de la chanson française La Légende des flots bleus.
- Woody Guthrie a écrit et interprété la chanson Lindbergh dans laquelle il critique les positions non-interventionnistes et pro-nazies de Lindbergh.
- Lindberg (sic, i.e. sans le h final) est le titre d'une chanson écrite par Claude Péloquin, composée et interprétée par Robert Charlebois, en 1968. Paroles psychédéliques et humoristiques sur le thème du voyage aérien.
- Plus récemment, le groupe British Sea Power a créé en 2002 une chanson en l'honneur de Lindbergh intitulée Spirit of St. Louis.

#### Théâtre
La pièce de Garth Wingfield Flight, the Rise and Fall of Charles Lindbergh, créée à New York en 2005, est « la déconstruction d'une icône américaine et l'exploration des effets des médias et de la notoriété publique sur nos célébrités ».

## Décorations

### États-Unis
- Medal of Honor (14 décembre 1927)
- Croix du service distingué dans l’Aviation (11 juin 1927)
- Médaille d'or Langley (1927)
- Médaille d’or du Congrès (approuvée le 4 mai 1928 présentée le 15 août 1930)

- Prix Orteig (1927, voir détails ci-dessus)
- Trophée Harmon (1927)
- Médaille Hubbard (1927)
- Scout honoraire (Boy Scouts of America, 1927
- État de New York Médaille de bravoure (13 juin 1927)
- Silver Buffalo Award (Boy Scouts of America, 1928
- Trophée commémoratif des frères Wright (1949)
- Médaille Daniel Guggenheim (1953)
- Prix Pulitzer (1954)

### À l'étranger
- Commandeur de la Légion d’honneur (France, première récompense le 23 mai 1927 promu commandeur le 25 octobre 1930)
- Chevalier de l’Ordre de Léopold (Belgique, 28 mai 1927)
- Croix de l’armée de l’air (Royaume-Uni, 31 mai 1927)
- Croix d’argent de Boyacá (Colombie, 28 janvier 1928)
- Ordre du Libérateur, Commandeur (Venezuela, 29 janvier 1928)
- Ordre de Carlos Manuel de Céspedes, Grand-Croix (Cuba, 10 février 1928)
- Ordre du Soleil levant, troisième classe (Japon, 9 septembre 1931
- Ordre de la vertu aéronautique (Roumanie, 13 janvier 1933)
- Ordre de l’Aigle allemand avec étoile (Allemagne nazie, 19 octobre 1938
- Médaille d’or « Plus Ultra » (Espagne, 1er juin 1927)
- Ordre du Cœur d’or (Philippines, 14 mai 1971
- Fédération aéronautique internationale Médaille d’or (1927)
- Prix Edward Warner de l’OACI (1975)
- Aéroclubs royaux de Suède Plaque d’or (1927)

#### Bases de données et dictionnaires
- Ressources relatives à la musique :   - Discography of American Historical Recordings
  - Discogs
  - MusicBrainz
- Ressources relatives au sport :   - Fédération aéronautique internationale
  - Olympedia
- Ressources relatives à l'audiovisuel :   - Filmportal
  - IMDb
- Ressource relative à la vie publique :   - Documents diplomatiques suisses 1848-1975
- Ressource relative à la bande dessinée :   - Comic Vine
- Ressource relative aux beaux-arts :   - British Museum
- Notices dans des dictionnaires ou encyclopédies généralistes :   - American National Biography
  - Britannica
  - Brockhaus
  - Den Store Danske Encyklopædi
  - Deutsche Biographie
  - Dizionario di Storia
  - Gran Enciclopèdia Catalana
  - Hrvatska Enciklopedija
  - Internetowa encyklopedia PWN
  - Nationalencyklopedin
  - MNopedia
  - Munzinger
  - Store norske leksikon
  - Treccani
  - Universalis
  - Visuotinė lietuvių enciklopedija
- Notices d'autorité :   - VIAF
  - ISNI
  - BnF (données)
  - IdRef
  - LCCN
  - GND
  - Italie
  - Japon
  - CiNii
  - Espagne
  - Belgique
  - Pays-Bas
  - Pologne
  - Israël
  - NUKAT
  - Catalogne
  - Suède
  - Australie